# إرنست كنول
إرنست كنول (بالألمانية: Ernst Knoll)‏ هو مصارع رياضي ألماني، ولد في 23 يناير 1940، وتوفي في 19 يناير 1997 في إبلهايم في ألمانيا.

## وصلات خارجية
- إرنست كنول على موقع قاعدة بيانات المصارعة الدولية (الإنجليزية)
- إرنست كنول على موقع أوليمبيديا (الإنجليزية)